# Chamois
Rupicapra rupicapra
 (avril 2025).
Si vous disposez d'ouvrages ou d'articles de référence ou si vous connaissez des sites web de qualité traitant du thème abordé ici, merci de compléter l'article en donnant les références utiles à sa vérifiabilité et en les liant à la section « Notes et références ».
Pour les articles homonymes, voir Chamois (homonymie).
Espèce
Sous-espèces de rang inférieur
- Rupicapra rupicapra asiatica
- Rupicapra rupicapra caucasica
- Rupicapra rupicapra balcanica[2]
- Rupicapra rupicapra carpatica
- Rupicapra rupicapra rupicapra[3]
- Rupicapra rupicapra tatrica

Statut de conservation UICN

 LC  : Préoccupation mineure
Le chamois (Rupicapra rupicapra) est une espèce de mammifères de la famille des Bovidés et de la sous-famille des Caprinés. Les six sous-espèces reconnues vivent dans les zones rocheuses, les forêts et pâturages de montagnes, depuis les Alpes jusqu'à l'Anatolie, l'Azerbaïdjan et la Géorgie, en passant par les Vosges, le Jura, le Massif central, les Balkans et les Carpates. Il existe également une population introduite en Nouvelle-Zélande. En 2021, on compte 543 370 chamois en vie.
L'isard, une espèce voisine appartenant au même genre Rupicapra, vit dans les Pyrénées, la cordillère Cantabrique et les Apennins italiens.

## Description

### Morphologie
Ce sont les plus petits représentants des caprinés (comprenant les mouflons et bouquetins). Ils mesurent en général pour les mâles adultes entre 125 et 135 centimètres du museau à la queue, entre 70 et 80 centimètres de haut au garrot. Il a des cornes d'environ 27 centimètres pour le mâle. Le poids est compris entre 25 et 60 kilogrammes. Les femelles leur sont presque toujours inférieures en poids et en taille. Les animaux ont un poids maximum en automne, alors qu’ils ont accumulé des réserves durant l’été. À la fin de l’hiver, le poids des chamois peut diminuer de moitié, et au début du printemps ils épuisent leurs réserves.

### Cornes

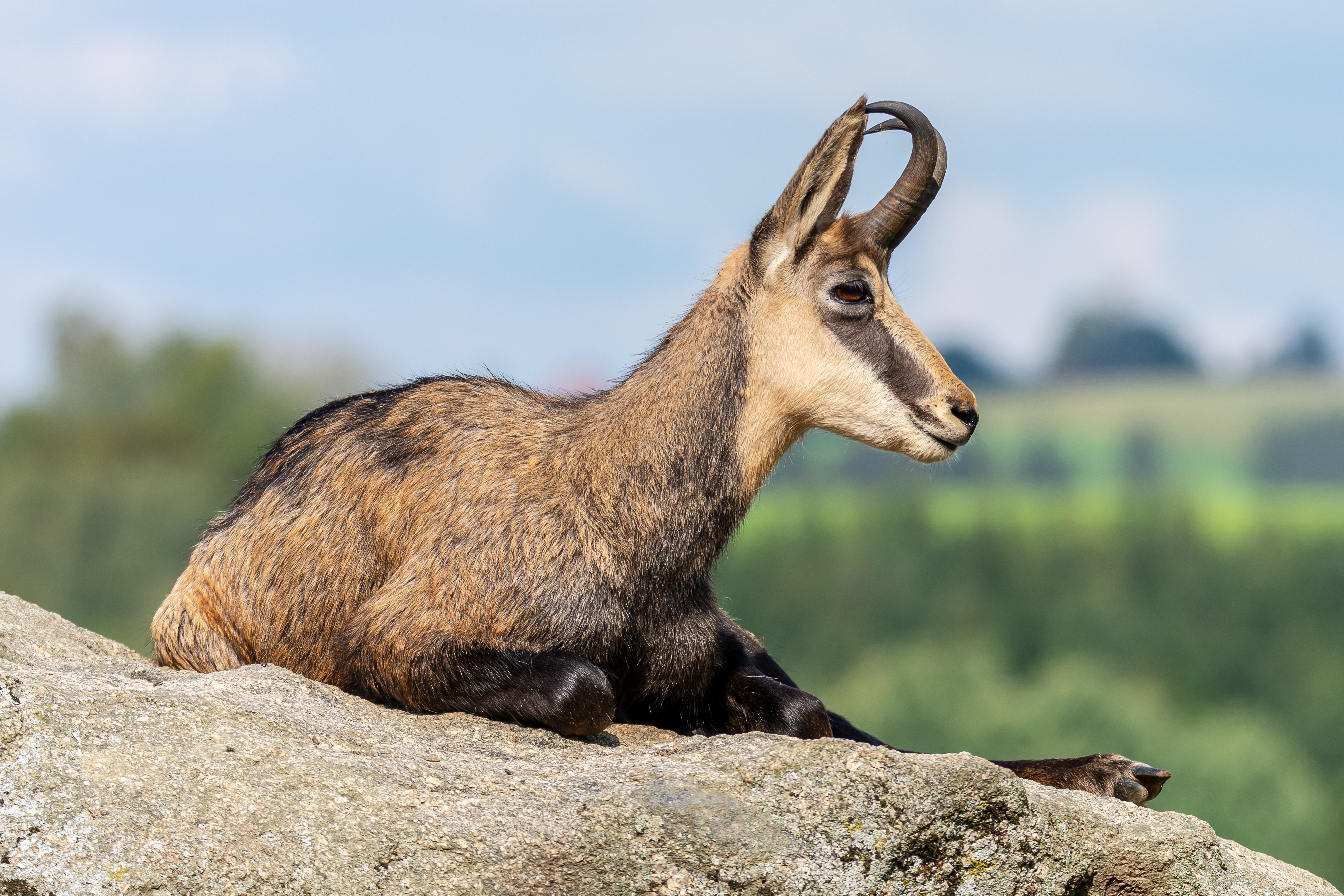
Un chamois vers Altenfelden en Autriche.

Les chamois se distinguent aisément par leurs petites cornes d’un noir ébène qui contrairement aux cervidés sont conservées en permanence jusqu’à la fin de leur vie. De plus les femelles et les mâles les ont dès le plus jeune âge. Les cornes poussent dès la naissance, elles sont visibles dès le deuxième mois. L’accroissement de la gaine est maximum lors de la deuxième année de vie.
Dès la sixième année, les cornes ne poussent plus que de 1 à 3 millimètres par an. Elles mesurent environ 15 centimètres pour 70 grammes (étuis seulement – contre 3 à 6 kilogrammes pour le bouquetin) mâles et femelles confondus. Elles poussent tout d’abord verticalement, puis, elles s’infléchissent vers l’arrière pour former le crochet. Les cornes sont composées de deux éléments principaux : l’étui corné et la cheville osseuse. Cette dernière fait partie de l’os frontal. C’est elle qui est responsable de la croissance des cornes grâce à un tissu chorio-épidermique. L’étui corné ou gaine quant à lui est composé de cellules épidermiques mortes et kératinisées (substance riche en soufre et fondamentale des poils, ongles, plumes, et cornes). Sur l’étui corné, nous pouvons distinguer deux types de reliefs : des annelures de parures (rarement sur tout le tour), et des anneaux d’âges (tour complet et plus marqué). Les annelures de parures sont des protubérances plus ou moins marquées, à ne pas confondre avec les anneaux d’âge qui sont dus à un arrêt hivernal de la croissance des cornes. L’arrêt de la kératogenèse est due à une nourriture moins abondante et moins riche en minéraux.

### Glandes rétrocornales
C’est une des particularités du chamois, elles sont présentes chez les deux sexes à l’arrière des cornes ; elles sont de la taille d’une noisette. Chez les mâles, elles grossissent dès septembre et au moment du rut elles sécréteront une odeur très forte qui servira à marquer leur territoire. Les animaux en imprègnent les plantes et les rochers. Il semble également que l’odeur des glandes excite la femelle pour favoriser l’accouplement : c’est pourquoi elles sont appelées glandes de rut. Les mâles aiment souvent lécher celles des femelles.

### Dents
Les chamois comme les êtres humains ont une dentition de lait et une définitive. Elle comprend 32 dents dès le 45e mois (20 dents de lait) : 8 incisives, 12 prémolaires et 12 molaires, le maxillaire supérieur étant toujours dépourvu d’incisives.

### Pelage

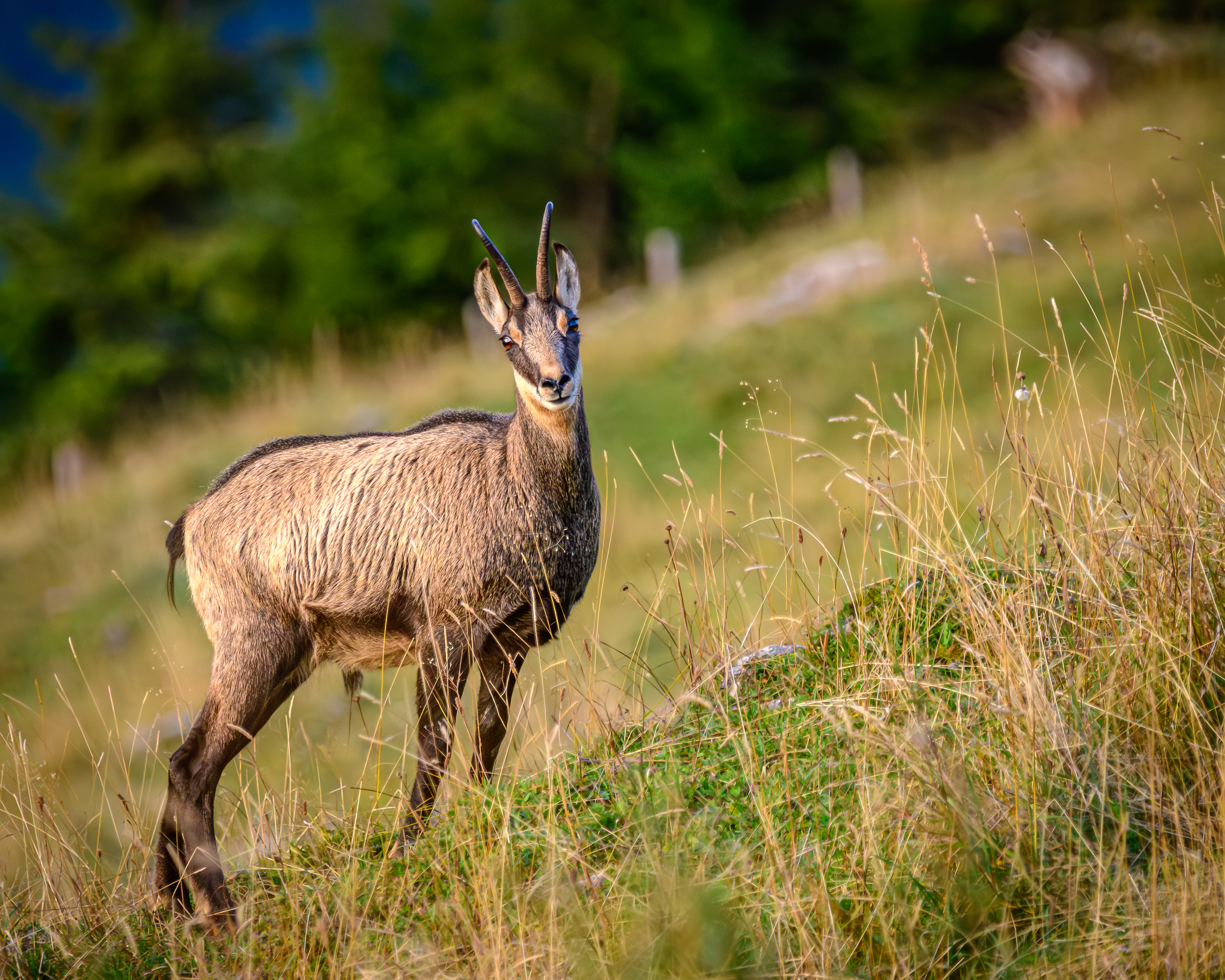
Un chamois sur l'Ornach (Allemagne).

La fourrure du chamois se compose de deux sortes de poils : les poils plus épais et longs de jarre et le duvet. Les poils de jarre (2 à 10 centimètres) forment l’essentiel du pelage, vient ensuite près du corps le duvet qui forme une couche laineuse protégeant l’animal contre le froid en hiver. Les marques faciales sont caractéristiques : tête et gorge blanchâtres, bande longitudinale d'un noir brun foncé entre la base des cornes et le museau. Sur l’échine, les chamois mâles portent une crinière, communément appelée « barbe », qui peut mesurer jusqu’à 30 centimètres lors du rut, alors qu’en été elle ne fait plus que 5 à 7 centimètres. Grâce à un muscle horripilateur, les poils de la crinière peuvent se dresser verticalement. La couleur du pelage varie selon les saisons : plus foncé en hiver que lors de la saison chaude (avec une raie dorsale brun foncé en été), il correspondrait à un besoin d’économie d’énergie, le pelage noir permettant de mieux profiter de l’énergie du rayonnement solaire. Après la mue de printemps, le pelage devient beige sale puis gris beige.
Il existe également des cas de mélanisme et d’albinisme qui présentent des animaux noirs ou blancs tout au long de l’année.

### Sens
La vue du chamois lui permet de distinguer un mouvement à près d’un demi-kilomètre dans la pénombre, mais cet animal éprouve des difficultés à identifier des objets immobiles même proches de lui. Son ouïe est habituée aux bruits liés aux activités humaines. Les chamois font par contre très attention à tout bruit insolite, et pour repérer s’il y a danger ou non, ils utilisent leur sens le plus développé : l’odorat. Ce sens leur permet de confirmer, par vent favorable, la présence d’intrus à plus de 500 mètres.

### Sabots
Les sabots sont constitués de deux doigts de pied latéraux équipés d’une partie cornée, les onglons nettement séparés l’un de l’autre et orientables. Pouvant s’écarter pour mieux adhérer aux rochers, ils forment une pince dont l'extrémité tendre assure la tenue sur des prises minuscules. La sole plantaire et le talon caoutchouteux adhèrent parfaitement à la roche lisse et glissante. Le pied des chamois comporte également une cloison interdigitale aux fibres conjonctives recouverte de poils qui lui évite de trop s’enfoncer dans la neige et qui fait office de raquettes.

### Cœur et poumons
Cet animal est tout à fait adapté à son milieu comme le montre bien son cœur très volumineux. En effet, il pèse de 300 à 350 grammes pour 30 à 50 kilogrammes – le cœur de l’homme fait environ 250 grammes pour 60 à 80 kilogrammes – de plus, le sang contient plus de 12 à 13 millions de globules rouges par millilitre : quatre à cinq fois plus que l’homme. Les poumons des chamois sont également très grands. Ces particularités du chamois font qu’il peut aisément gravir et descendre 600 mètres en quelques minutes.

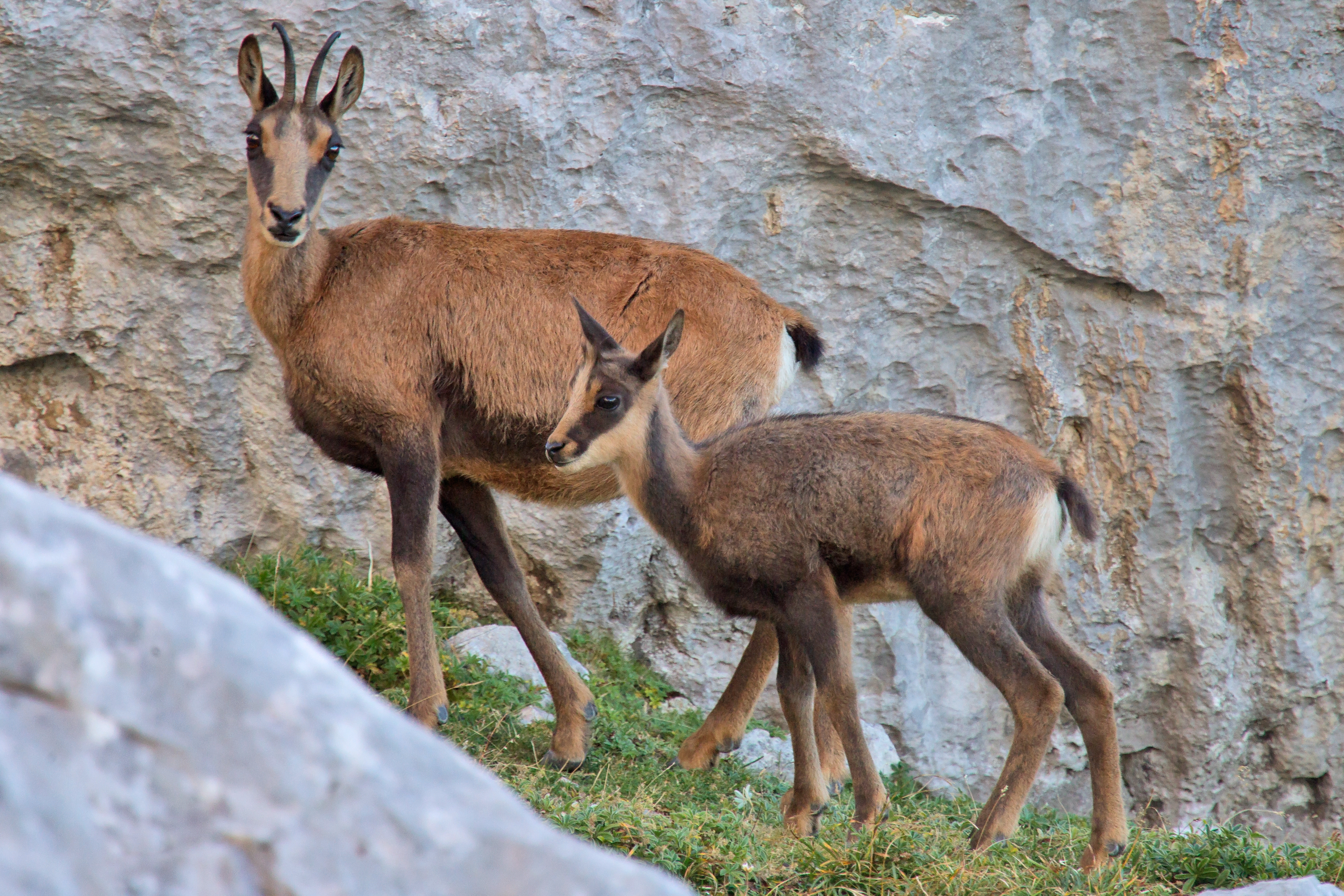
Une chèvre et son cabri.

### Position demi fléchie
Le chamois, contrairement à d’autres animaux, a une position demi fléchie, ce qui lui procure une détente spectaculaire et une puissance remarquable. Les os forment des angles fermés qui font office de ressort lors d’un saut.

### Déplacement
Les chamois se déplacent par bonds, et les plus vifs peuvent prendre la fuite à une vitesse maximale de 50 km/h.

### Bézoard
Le bézoard est une sorte de boule contenue dans certains estomacs de chamois. C'est un léger conglomérat de taille moyenne variant de la taille d'une noisette à celle d'un œuf de poule. Le bézoard est constitué de fibres, de débris végétaux et de poils de léchage liés par la résine ingérée en même temps que l'écorce des conifères et tous matériaux non dissous par les sucs digestifs. Cette boule peut aussi contenir de la silice et des sels minéraux. Elle finira par devenir lisse et brillante, brun foncé et dégagera une forte odeur musquée. Tous les chamois peuvent avoir cela mais cela ne les gêne pas en général. Un bézoard trop volumineux peut provoquer la mort en bloquant le transit intestinal, mais cela se produit rarement. Autrefois on utilisait les bézoards comme porte-bonheur, et ils étaient aussi censés guérir certains maux et supprimer les vertiges (puisque le chamois n'est pas sujet au vertige…).

### Distinction des sexes

#### Allure
Le dimorphisme sexuel est peu marqué chez les chamois. En effet les individus des deux sexes portent des cornes presque semblables et n’ont pas de grandes différences morphologiques. Il est cependant possible de les reconnaître : le bouc a un cou plus massif, et a une silhouette plutôt triangulaire. La chèvre quant à elle paraît plus fine et a une tête plus allongée.

#### Pelage
Dès la quatrième année, les mâles ont, lors de la période de rut, un long pinceau pénien prolongeant le fourreau de la verge. La crinière permet aisément de repérer un mâle en hiver.

#### Cornes
L’angle formé par le crochet permet dans presque tous les cas de distinguer un mâle d’une femelle : le crochet ouvert est le signe distinctif des femelles (plus de 45°). Le diamètre des cornes est également plus fort à la base chez le mâle.

#### Attitude
Lors du rut, il n’est pas rare que deux mâles se poursuivent sur plusieurs kilomètres. De plus, les chamois mâles ont une posture d’intimidation : de profil, corps tendu, tête haute et oreilles obliques. Il est également possible d’observer les chamois lorsqu’il urinent ; cela permet de dire avec certitude leur sexe : les femelles urinent en arrière des postérieurs alors que le mâle le fait entre ses quatre pattes.

### Longévité et espérance de vie
Les chamois peuvent vivre jusqu’à 25 ans, mais peu dépassent 15 ou 16 ans. À partir de 10 ans commence la sénescence ou vieillesse. Leur poids diminue et cela jusqu'à leur mort. Les poils ne sont plus autant colorés, ils arborent une teinte grisâtre. Alors augmente également le taux de mortalité qui croît encore entre 14 et 15 ans. Le facteur le plus déterminant est l’usure des dents, car il conditionne la prise de nourriture, ainsi peu d’animaux peuvent dépasser 21-22 ans. Comme chez les humains, les femelles ont une plus grande espérance de vie. Les cabris ont entre 50 et 70 % de chance de survie en hiver et environ 90 % en été.

### Reconnaissance de l’âge

#### Taille des cornes
La taille des cornes permet de déterminer l’âge des éterlous et éterles de la première année jusqu’à leur quatrième anniversaire. Il faut distinguer deux périodes : mai à août et septembre à avril. Dans la première, les chevreaux de la première année n’ont pas de cornes visibles, ceux de deux ans ont leurs cornes jusqu’au milieu des oreilles, les chamois de trois ans les ont aussi hautes que les oreilles et dès trois ans les cornes dépassent largement les oreilles. Dans la seconde période de septembre à avril, 1re année : cornes courtes et peu recourbées, 2e année : cornes légèrement au-dessous des oreilles, mais les crochets sont bien visibles. Le mâle est alors appelé éterlou, et la femelle éterle. Les chamois de 3e année portent leurs cornes plus hautes que les oreilles.

#### Anneaux d’âge
Les anneaux d’âge, comme leur nom l’indique, permettent de calculer l’âge de l’animal à condition de posséder ses cornes. Il suffit de compter les anneaux. Toutefois, le premier anneau n’est pas visible tout le temps, il est situé dans la courbure du crochet. La croissance des cornes est plus rapide les premières années, cela se remarque par l’espace entre les anneaux, alors que les derniers proches de la base sont de plus en plus resserrés.

#### Dents
L’étude des dents permet également de distinguer l’âge du sujet, mais il faut cependant toujours avoir à l’esprit que ce calcul ne tient pas compte d’une naissance tardive et des différences entre chaque individu, c’est pourquoi cette méthode est moins fiable. De plus, elle ne peut plus être appliquée à des animaux de plus de 45 mois, car ils possèdent tous leurs dents définitives.

#### Pelage
Dès 6 à 8 ans, les mâles arborent une crinière (poil de jarre). Et lors de la sénescence, la couleur change pour devenir de plus en plus grise. Au-delà de 5 ans ils ont un pinceau pénien, qui correspond à de longs poils de plus de 10 cm situés au niveau de leur sexe.

## Écologie et comportement

### Régime alimentaire

#### Préférences
Ils aiment les plantes herbacées qu’ils trouvent dans leurs biotopes. Grâce à un étalement de la germination dans le temps, la nourriture est disponible longtemps. Elle est très riche en matières nutritives, de plus ils ne consomment parfois qu’une partie de la plante. Ils mangent principalement les graminées et les fleurs telles les iris, les jonquilles, et les gentianes. En été, les légumineuses (trèfles des Alpes) constituent le plat principal des chamois. D. grandiflorum est nommé par les Allemands Gemsengras ou « herbe à chamois ». Quelquefois, ils peuvent aussi manger du feuillage, des arbustes, voire des baies.

#### Nourriture
Leur nourriture est disponible en forêt, ou sur les versants escarpés et ils n'hésitent pas à descendre à la limite des neiges en hiver. Il leur faut parfois gratter la neige pour libérer quelques herbes. Genévrier, serpolet, bruyère, houx, if et lierres sont les mets des chamois en hiver. En cas de pénurie, il y a encore le rhododendron très rêche et coriace, ou même l’écorce des arbres.

#### Sel
Comme tous les ruminants, les chamois ont une nécessité physiologique de manger du sel (principalement au printemps). Ils le trouvent dans des salines naturelles, mais ne dédaignent pas les pierres à sel des bergers. Le sel peut atténuer les troubles dus au changement rapide de régime alimentaire au printemps ou peut-être pallie-t-il une carence en sels minéraux à la suite de l’hiver.

#### Eau
Les chamois ne boivent presque jamais d’eau. Ils la trouvent en grande quantité dans les plantes qu’ils ingurgitent. Quelquefois à la fin des poursuites du rut ou en été par grande chaleur, les boucs mangent de la neige. Les chamois évitent d’instinct les zones exposées au soleil, ce qui réduit les pertes en eau, et leur permet de trouver leurs plantes préférées.

### Mode de vie

#### Cycle de vie au cours des saisons
- Au printemps les chamois commencent à quitter la forêt qui les a protégés pendant l'hiver, et repartent plus haut en quête des premières touffes d'herbe. C'est aussi vers cette époque qu'a lieu la mue printanière, qu'ils garderont un peu plus de 3 mois. Des lambeaux de toison pendent encore, donnant l'impression qu'ils sont atteints d'une maladie. On peut trouver des lieux semés de poils, où se sont grattés les chamois : cette mue leur donne des démangeaisons.
- À la fin mai - début juin a lieu la mise à bas. Après moins d'une heure, les chevreaux peuvent se lever, et après une à deux semaines ils intègrent la harde, parfaitement capables de la suivre. C'est aussi à cette époque que sont sevrés les éterles et éterlous de l'année précédente.
- En été, les chamois bénéficient d'une nourriture abondante, et ils en profitent pour constituer des réserves de graisse qui leur permettront de passer l'hiver.
- Vers la fin de l'été, début de l’automne a lieu la seconde mue, peu spectaculaire : ils perdent leur pelage d'été, et de nouveaux poils poussent, assombrissant progressivement le pelage d'été; puis de nouveaux poils poussent, plus longs et épais, rendant le pelage presque noir, offrant ainsi une protection excellente contre le froid. Ce pelage est porté pendant presque huit mois (septembre - avril).
- La période du rut a lieu en automne.
- En hiver, la nourriture est rare, et la mortalité est maximale, par ailleurs, elle est corrélée avec l'épaisseur de la couche de neige. Les chamois sont réduits à manger les arbustes, et les quelques herbes qui dépassent du manteau neigeux.

#### Horaire journalier

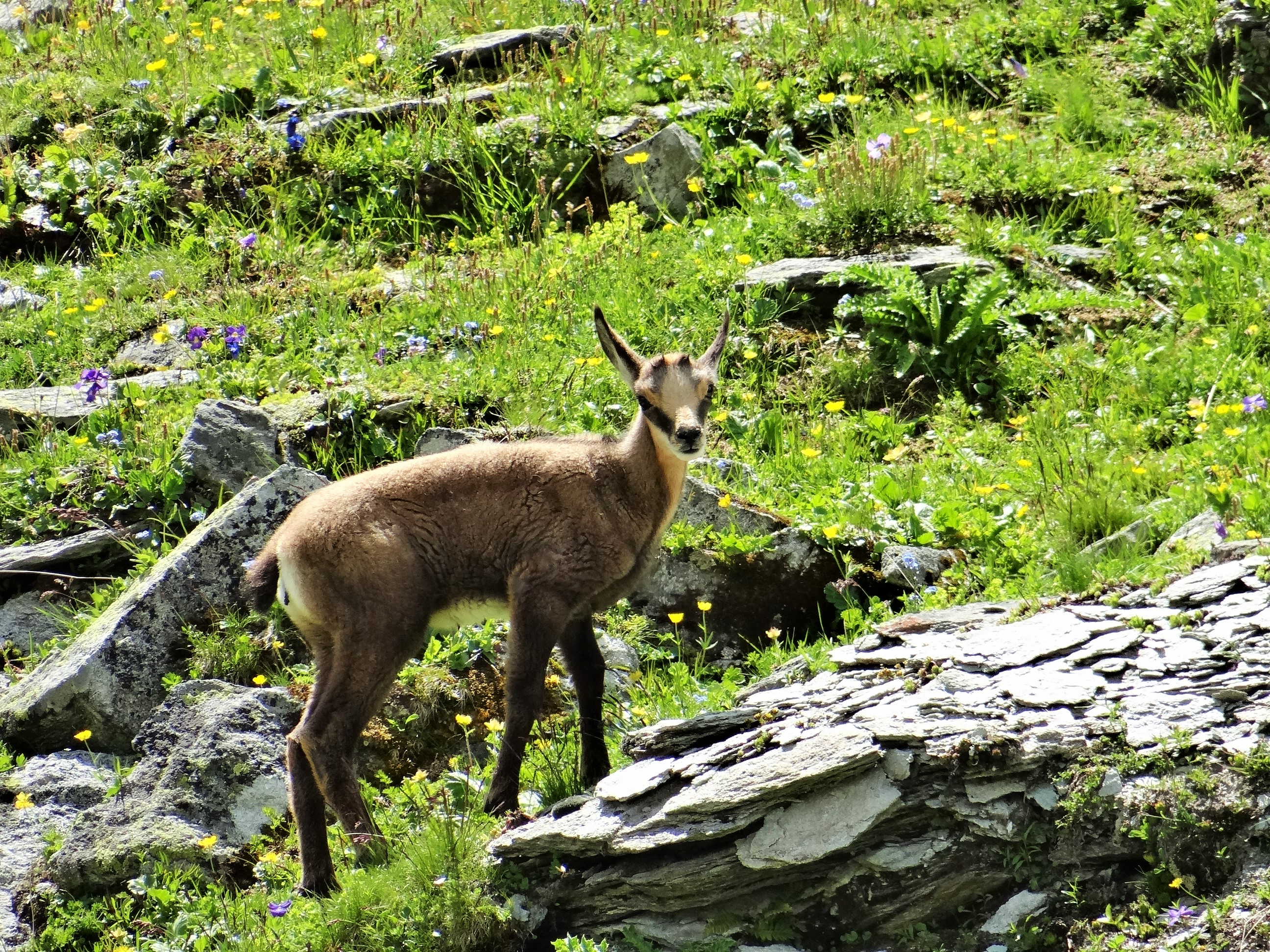
Chevreau dans le parc national de la Vanoise.

Les chamois sont généralement considérés comme des animaux diurnes, mais on pense aujourd’hui qu’ils peuvent aussi être actifs de nuit. Il est cependant difficile de les observer dans l’obscurité. Ils passent près de la moitié de leur temps à se nourrir. Un quart du temps est consacré au repos, durant lequel s’effectue la rumination. Ils consacrent également un certain temps aux déplacements. Le reste de la journée ils surveillent les environs et entretiennent les relations sociales, et les jeunes jouent. Leur journée consiste en une alternance de phases d’activité et de repos, de durées variables. Les membres d’une harde ne s’adonnent que rarement tous en même temps à une activité, mais on peut observer une tendance sur la harde.
Les saisons influent sur ce rythme. En été et automne, les chamois ont tendance à s’alimenter en début et fin de journée, typiquement de 6 h à 12 h et de 14 h à 18 h, encadrant ainsi une phase de repos. C’est à cette période qu’ils passent le moins de temps à s’alimenter, et on pense qu’ils se nourrissent aussi la nuit. En hiver, ils se nourrissent généralement trois fois. Au printemps, amaigris, ils se nourrissent presque tout le jour.
Ceci est valable pour les cabris, les éterles et les femelles et partiellement pour les éterlous. Les mâles adultes, au printemps et surtout en automne, lors du rut, passent énormément de temps dans les interactions sociales et l’observation, au détriment de l’alimentation.

#### Composition des hardes

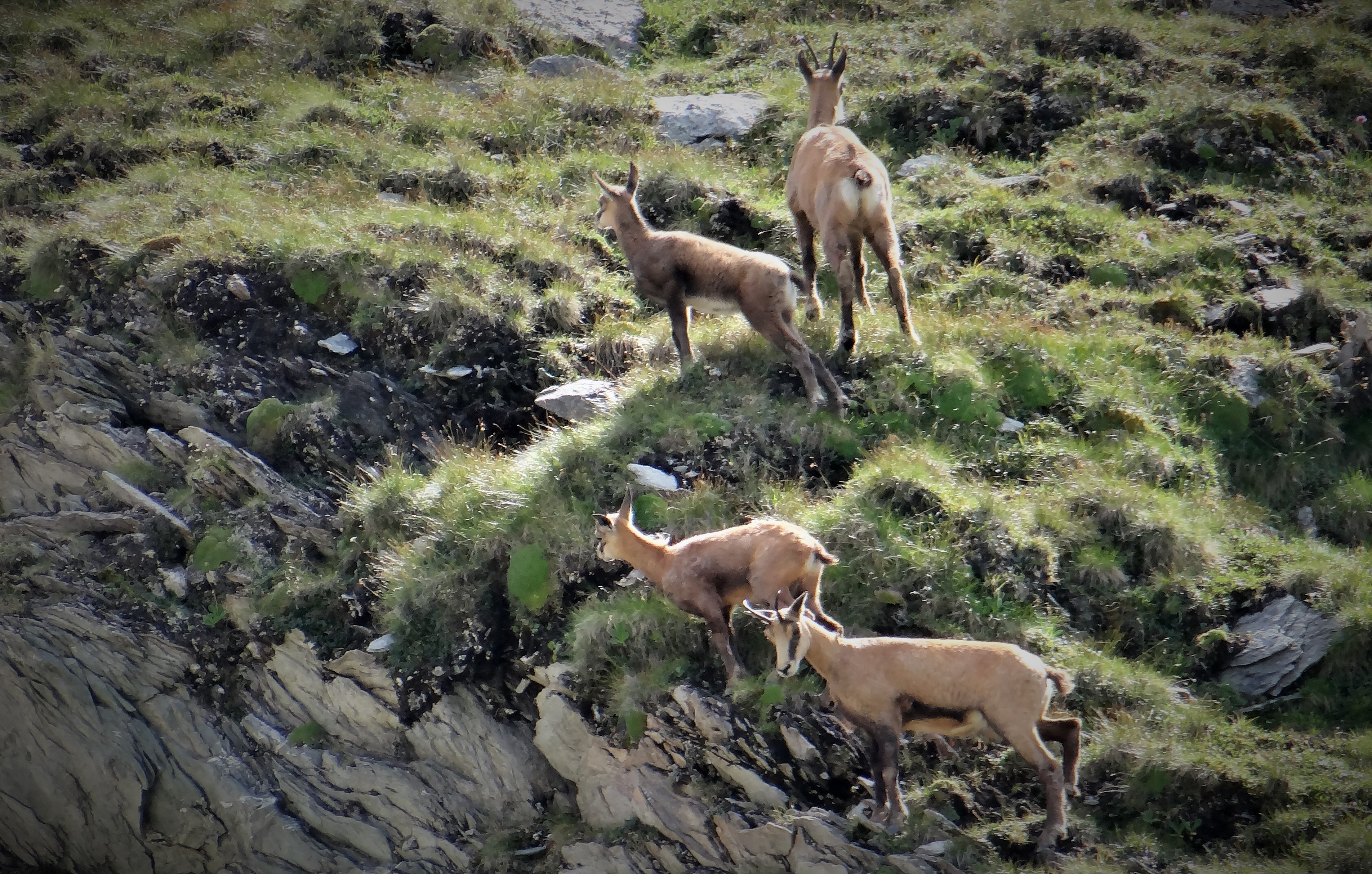
Femelles et chevreaux dans le parc national de la Vanoise.

Les chamois se regroupent par bandes appelées hardes. Une harde se compose en premier lieu du mâle appelé bouc, vivant en solitaire de juin à octobre. Durant la période des amours – le rut – dès le mois d’octobre, il se met dans tous ses états et devient très agressif envers les autres chamois. Il peut aller jusqu’à charger un homme en le confondant avec un chamois, l’évitant lorsqu’il se rend compte de sa méprise.
Dans le groupe, on trouve également la femelle, appelée chèvre. Au mois de juin, elle quitte la harde pour aller s’isoler sur d’étroites falaises herbeuses et mettre au monde un cabri qu’elle élèvera jusqu’à l’âge d’un an.
Le cabri est aussi appelé chevreau. Il ne quitte jamais sa mère et lorsque cela se produit, la chèvre le rappelle auprès d’elle par un bêlement sourd et rauque. Si c’est lui qui la perd, il émet un chuintement bêlé auquel elle répond. Les cabris sont très joueurs, ils se poursuivent, font des cabrioles, glissent sur les névés. Après 20 jours, des bosses annoncent l’arrivée des cornes. Un cabri ne peut se passer de sa mère qu’après quatre mois, sinon il risque la mort, à moins de se faire adopter par une autre femelle. Mais, l’adoption est un phénomène très rare chez les chamois.
L’éterlou qui est un chevreau mâle d’une année vit encore avec sa mère, tout comme l’éterle, la femelle d’un an.
La dernière bête composant la harde est la bréhaigne, celle-ci est une vieille femelle stérile.

#### Vie de harde
Elle peut être constituée d’une centaine de chamois mais également de quelques têtes. Sa composition ne change pas de juillet à octobre où l’on trouve des mères escortées de leur chevreau, leur éterle ou éterlou, ainsi que des femelles stériles, des jeunes boucs et parfois de vieux boucs. Les boucs adultes ont quitté la harde et vivent en solitaires ou par groupe de deux ou trois du printemps au mois d’octobre quand la saison des amours débute.
C’est la vieille femelle stérile, la bréhaigne, qui mène le groupe. Dans les couloirs d’avalanches ou les passages délicats, c’est elle qui passe la première et les autres suivent un par un. Étant stérile, la perte est moins grave en cas d’accident.
Lorsque la chèvre met bas, vers le premier juin, elle chasse l’éterlou qui l’accompagne depuis sa naissance et s’isole à son tour de la harde. L’été suivant, le petit est débrouillard mais il se joindra tout de même à la harde avec sa mère.
La harde est très bien organisée, c’est pour cela que lors d’une attaque l’ordre est maintenu. Elle peut changer de direction avec la précision impeccable d’un escadron.

### Relations intra-spécifique et reproduction

#### Période des amours
Il est possible que le rut soit déclenché par le raccourcissement de la durée du jour. Cette réduction photopériode provoquerait une stimulation hormonale qui engendrerait la formation de spermatozoïdes chez le mâle et d’ovules chez la femelle.
Le rut a lieu dès la fin du mois d’octobre et jusqu’au mois de décembre. Les boucs, isolés durant la belle saison, rejoignent les femelles. À cette époque, ils frottent leurs cornes contre les arbres, buissons et rochers, afin de marquer leur territoire d’une forte odeur musquée, provenant d’un liquide contenu dans deux glandes hormonales, situées à la base de leurs cornes. Cette odeur permet d’alerter les femelles mais aussi de mettre en garde les autres concurrents.
Les femelles ne provoquent jamais les mâles. Elles restent entre elles avec leur petit. Ce qui change de leurs habitudes est le fait d’uriner plus fréquemment et de laisser une odeur qui permettra au mâle de savoir quel est leur degré de réceptivité.

#### Combats entre mâles
Les mâles adultes sont très vigilants durant cette période, ils observent l’attitude de leurs congénères, mangent à la sauvette et sont de plus en plus agressifs.
Pour marquer leur territoire, ils utilisent leurs glandes rétrocornales ou alors, ils s’aspergent de leur urine en secouant leur flanc avec vigueur.
Si un jeune mâle arrive vers lui, le bouc adulte se contente de l’attendre sur place ou avance gentiment en hérissant sa barbe, marque les végétaux qu’il rencontre, puis le jeune s’enfuit. Avant la fuite, il se sera soumis par son état qui se reconnaît facilement : il fléchit les membres, baisse la tête, s’approche latéralement du dominant jusqu’à le toucher de son museau. Il arrive même qu’il se mette à uriner comme une femelle.
Lorsque deux adultes de même stature se rencontrent, ils se battent. Ils se lancent dans des poursuites infernales, s’entrechoquent les cornes et parfois même se frappent sous le ventre pour se pousser dans le vide.

#### Attitude de la femelle et du mâle

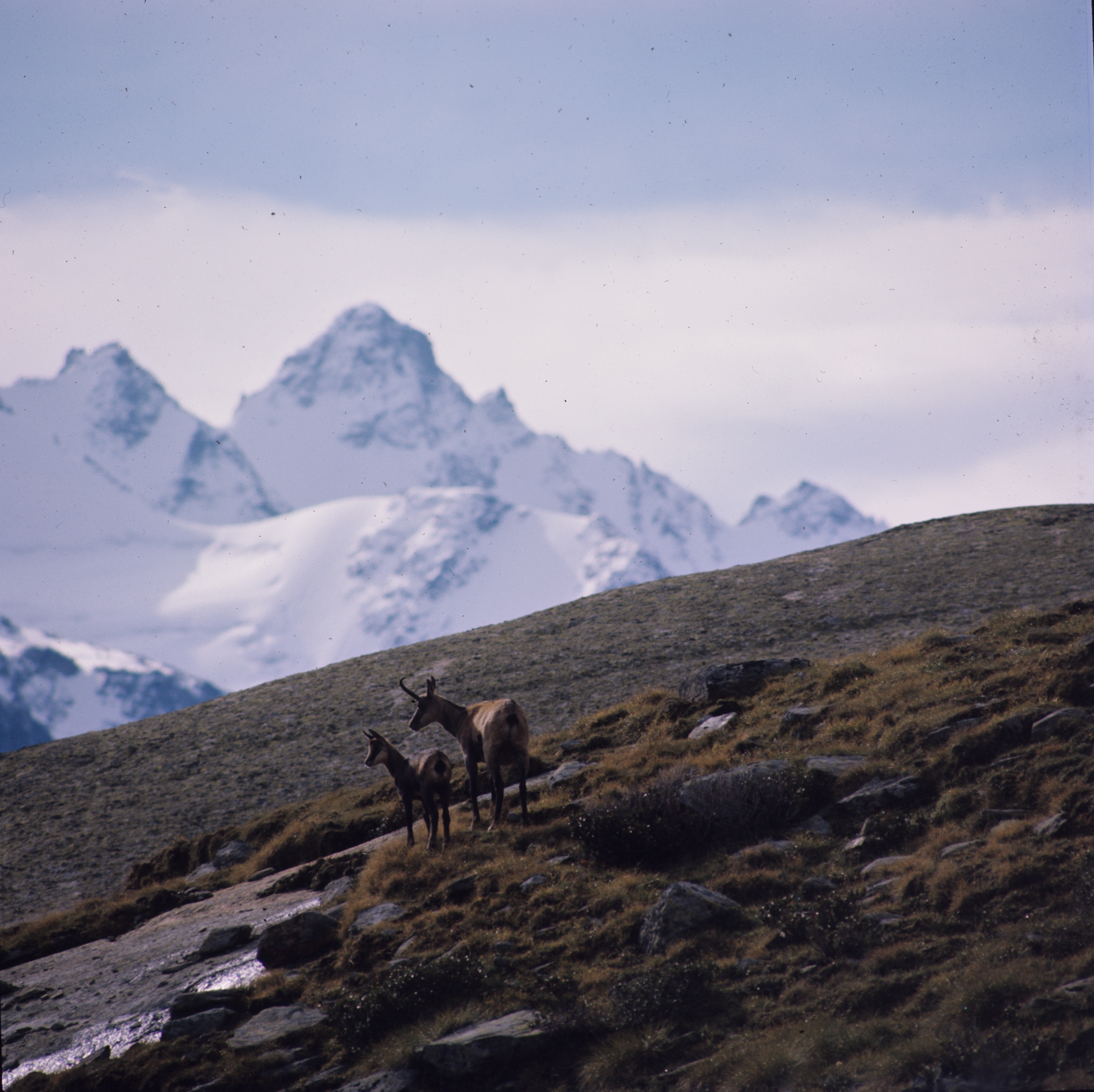
Une mère avec son chevreau dans le parc national du Grand-Paradis.

Quand le bouc est à plusieurs mètres de la femelle, il a une attitude dominatrice. Il essaie de se rendre le plus imposant possible en se redressant sur ses pattes arrières, la tête en arrière, la crinière hérissée, tambourinant des pattes avant.
La femelle est le plus souvent effrayée et s’enfuit au galop, le bouc la poursuit. Le plus souvent celle-ci est accompagnée de son chevreau qui pleurera de ne pas réussir à les suivre. Ce comportement va gêner le mâle qui menacera le petit pour qu’il parte. La mère rejoint alors son petit et le mâle devra recommencer son approche.
Pour arriver à accoupler la chèvre, le mâle la poursuit parfois jusqu’à son épuisement, alors elle ne pourra plus le refuser. Dans des cas extrêmes, ils se mettent à deux l’un l’empêchant de s’enfuir et l’autre l’accouplant.
Dès que celle-ci a accepté, le mâle abandonne son attitude dominatrice et devient soumis : tête baissée, crinière aplatie, menton levé, queue parfois relevée. Il avance à pas saccadés en faisant deux pas rapides puis un net arrêt, il lève le cou et la patte…et recommence jusqu’à ce qu’elle soit convaincue. On reconnaît l’acceptation de la femelle lorsqu’elle s’accroupit en penchant la tête en avant. Il arrive que certaines soient totalement désintéressées et continuent à brouter durant le coït.

#### Coït
L’acte sexuel dure 4 à 6 secondes. Il arrive que plusieurs mâles s'accouplent avec la même femelle et ceux-ci procèdent à plusieurs saillies sur la même chèvre. Les mâles sont polygames. La maturité sexuelle des chamois est atteinte à partir de 18 mois pour les deux sexes, mais les mâles n'accèdent généralement au rut qu'à 3 ou 4 ans. Après la période de rut, les mâles sont généralement très fatigués et retournent à leur solitude, dormant beaucoup. Si l’hiver est précoce et trop rude, il arrive à certains boucs de mourir d’épuisement. Les mâles dominants qui ont plus de succès peuvent perdre jusqu’à 25 % de leur poids habituel entre le début novembre et la fin décembre.

#### Gestation et mise bas

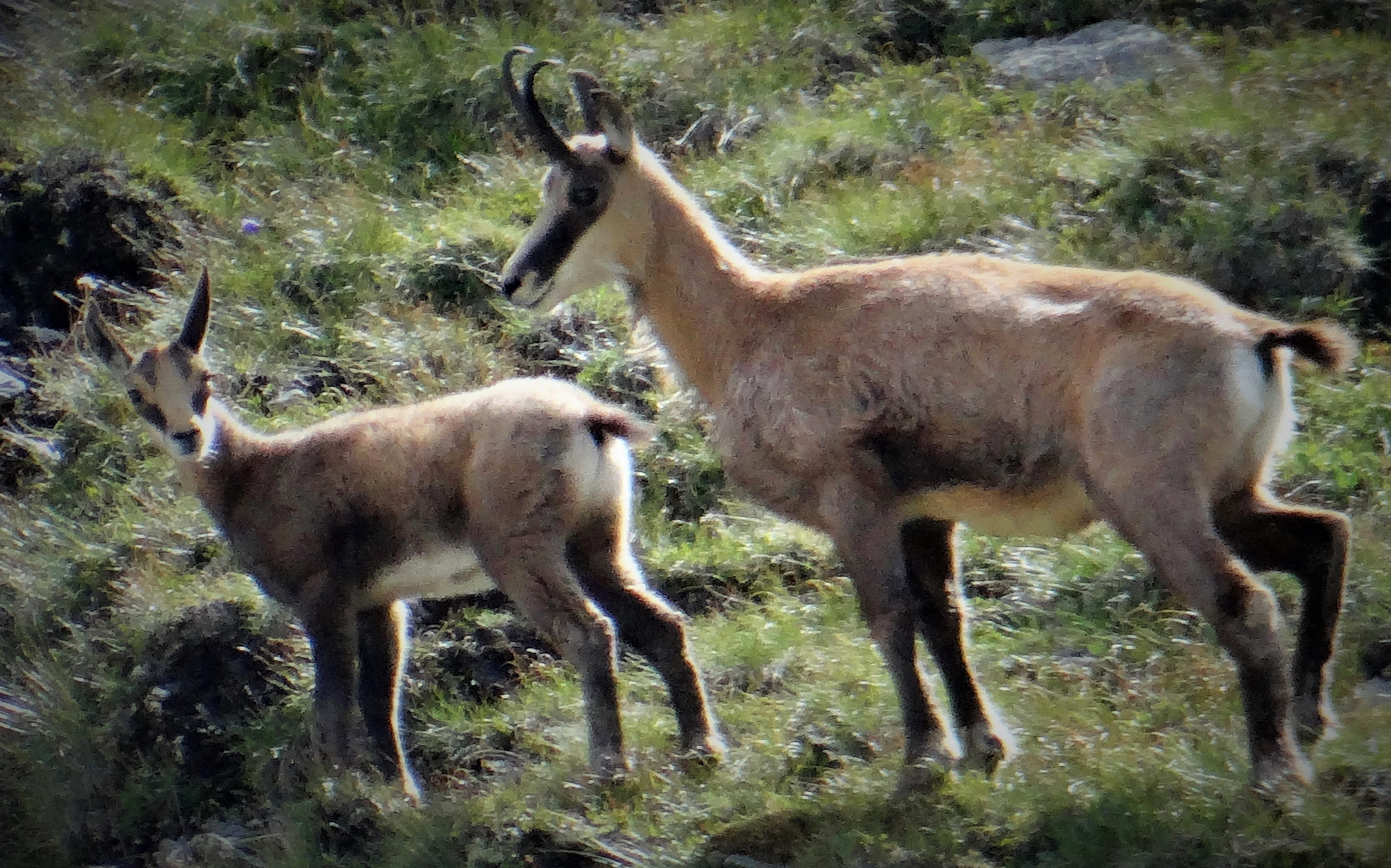
Femelle et chevreau dans le parc national de la Vanoise.

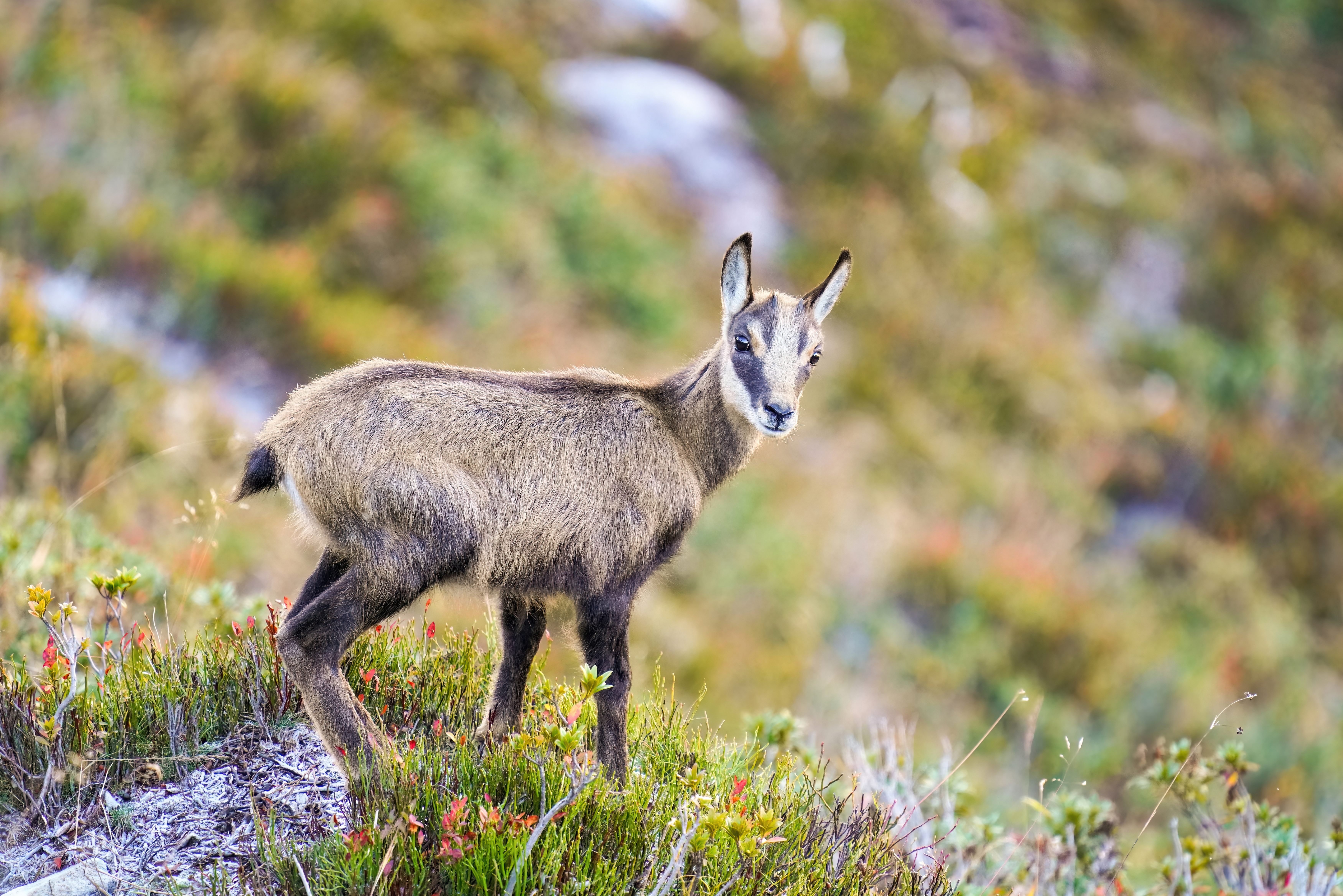
Cabri dans la réserve naturelle de la forêt d'Aletsch, Suisse.

Le temps de gestation est de 24 à 25 semaines, environ 170 jours, et la mise bas a lieu en fin mai, début juin. La femelle n’a qu’un chevreau à la fois, les jumeaux sont rares. À cette époque, la mère se sépare de son chevreau de l’année précédente. Pour cette séparation, elle doit parfois employer ses cornes car il ne comprend pas pourquoi son départ est désiré. La femelle libérée s’isole pour mettre bas.

#### Nouveau-né
La mise bas est très rapide. Dès que cela est fait, la mère allaite et lèche le nouveau-né jusqu’à ce qu’il soit complètement sec. Le nouveau-né s'appelle le cabri. Généralement elle recherche un endroit difficile d’accès pour assurer sa tranquillité. Mais il arrive que l’accouchement se déclare prématurément, dans ce cas là, elle risque de mettre bas dans un endroit très dégagé ce qui peut être un danger pour le chevreau vis-à-vis des prédateurs.
À sa naissance, le jeune chamois mesure environ 50 cm de longueur et 35 cm au garrot ; son poids est de 2 à 2,7 kg. Après quelques heures, il est déjà capable de se tenir debout. Une semaine après, les deux rejoignent le troupeau. Assez rapidement le petit se met à jouer avec les autres de la harde.
Le lait est extrêmement nourrissant et permet au nouveau-né de prendre une centaine de grammes par jour en moyenne. Après deux mois il pèse entre 9 et 10 kilogrammes et broute déjà. À partir de 3 mois, la mère ne voudra plus l’allaiter, mais il sera complètement sevré à la période du rut qui suivra. Il aura alors atteint la moitié du poids d’un adulte. Les orphelins ne sont jamais adoptés par une femelle ayant déjà un petit et il est rare qu’une femelle adopte un chevreau. La plupart du temps, ceux-ci sont condamnés à disparaître.

### Relations interspécifiques

#### Bonne cohabitation
- Chamois / moutons petits troupeaux locaux ou transhumants bien conduits et mis en enclos la nuit et petits troupeaux de vaches laitières :

L’entente est relativement bonne et le chamois, sans pâturer à leur côté, bénéficiera de zones d'alpage non surpâturées.
- Chamois / chevreuils et marmottes :

Ils vivent en bonne harmonie, ils s’alertent mutuellement en cas de danger. Le chevreuil, bien que plus forestier, donne un bref aboiement et la marmotte un coup de sifflet.
- Chamois / bouquetins :

Ils cohabitent assez facilement sur un même massif. Cependant ils n'ont pas tout à fait les mêmes besoins : au printemps les petites hardes de bouquetins recherchent l'herbe nouvelle des fonds de vallées, ce qui les pousse à s'approcher très près des hommes et des cultures contrairement aux chamois. En plein été comme au cœur de l'hiver, au moment du rut, le bouquetin se contente de l'herbe rase et de lichen des crêtes les plus escarpées. L’harmonie ne peut pas être mauvaise. Dans la nature, il n'y a pas de réel combat, mais il est déjà arrivé que des rixes éclatent en parc animalier.

#### Mauvaise cohabitation
Chamois / moutons petits ou grands troupeaux locaux ou transhumants d'ovins livrés à eux-mêmesDe tels troupeaux sont très dérangeants. De même la concurrence alimentaire est très dommageable pour le chamois sur ses quartiers d'hivernage. Ces troupeaux sont à l'origine de la transmission de maladies telles que la kératoconjonctivite infectieuse, le piétin, la gale sarcoptique ou la brucellose.
Chamois / chiens errants et surtout chiens de berger mal éduqués ou chiens de chasseLes chiens les poursuivent jusqu’à ce qu’ils quittent leur domaine mais cela n’est qu’une fuite momentanée.
Ses prédateursLe lynx et le loup chassent le chamois adulte mais l’aigle royal, les grands corbeaux, l’ours brun ainsi que le renard roux s’attaquent aux petits cabris ou aux sujets affaiblis. Lorsque le chamois est alerté et paniqué, il avance par bonds.
Relations forestiers - paysans - chasseurs - promeneursLe chamois éprouve de la circonspection et de la timidité dans ses rapports avec les humains surtout sur les territoires chassés. Il sera plus tolérant envers l'Homme à partir du moment où celui-ci reste confiné sur les sentiers.
Le chamois ne discerne pas le promeneur, le bûcheron, du berger ou du porteur de fusil. Seule la façon de se déplacer et les itinéraires des uns et des autres lui permettent de faire la différence. Un chasseur marchant sur un sentier connu et très fréquenté de longue date sera moins redouté qu'un seul et inoffensif touriste escaladant un versant.
Contrairement aux idées reçues, il n'arrive pas à discerner une pierre qui tombe naturellement d'une pierre détachée par une personne. Par contre il sait intuitivement qu'il y a des lieux (couloirs, ravins), des heures et des saisons où ces chutes sont naturelles. En dehors de ces cas il réagit par la méfiance.
Le chamois n'est pas gêné par la piste olfactive ou les empreintes d’un homme, pour la simple raison qu'il ne se déplace pas sur les mêmes traces et sentiers que lui. Il a ses propres itinéraires souvent très raides et face à la pente et non en courbe de niveau.
Les activités liées au ski et les survols d'hélicoptère peuvent être très dérangeantes pour le chamois. De même que le parapente dont l'ombre au sol peut se confondre avec celle de l’aigle royal.
Les hommes n’ont pratiquement rien à reprocher aux chamois si ce n’est de manger les bourgeons, les pousses et l’écorce de certaines plantes ou arbres. Au contraire, ils ne sont pas responsables de surpâturages ni de l’érosion des sols.

## Biotope et aire de répartition

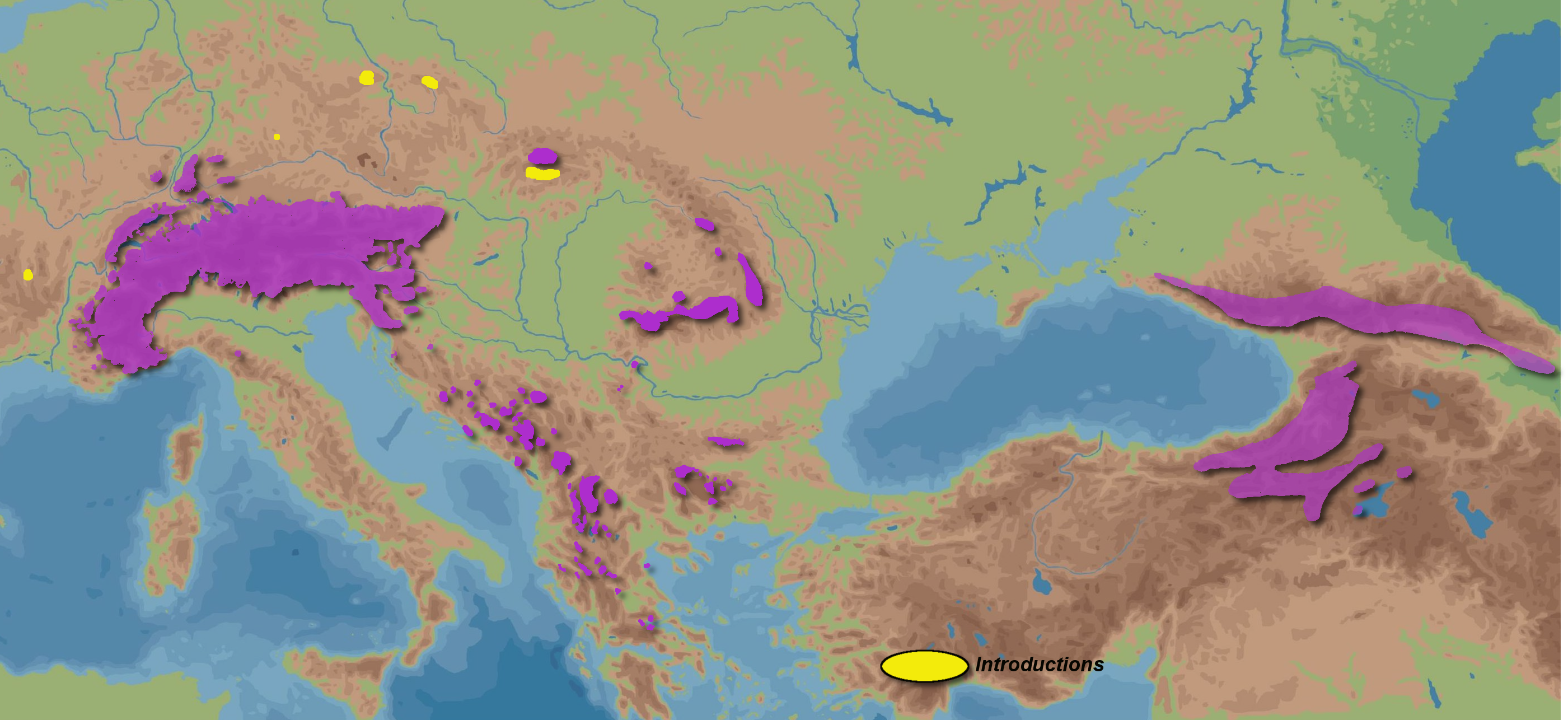
Carte de répartition de l'espèce.

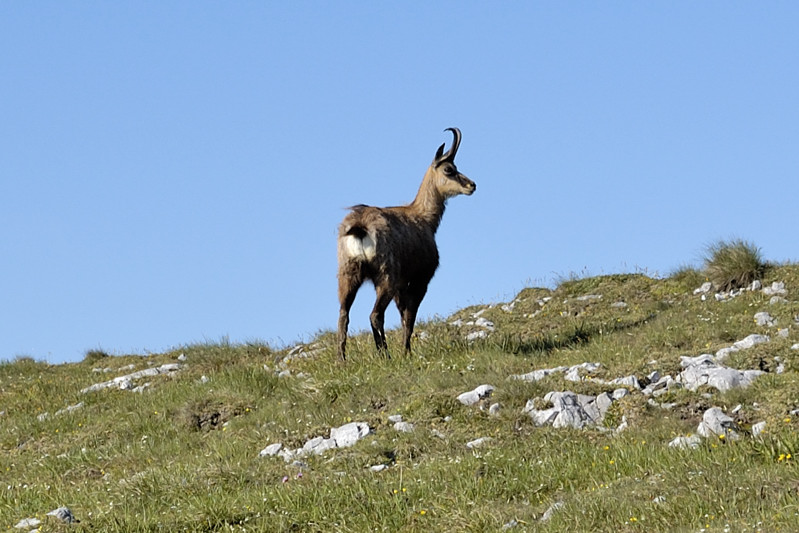
Chamois au Schneeberg.

On trouve des chamois en Europe, en particulier dans les Alpes, le Jura, les Vosges, le Massif central, dans les Balkans, les Carpates, les Sudètes, dans le Caucase et en Anatolie orientale. D'une manière plus générale, leur habitat est compris entre le 50e et le 37e degré de latitude Nord.

### Altitude

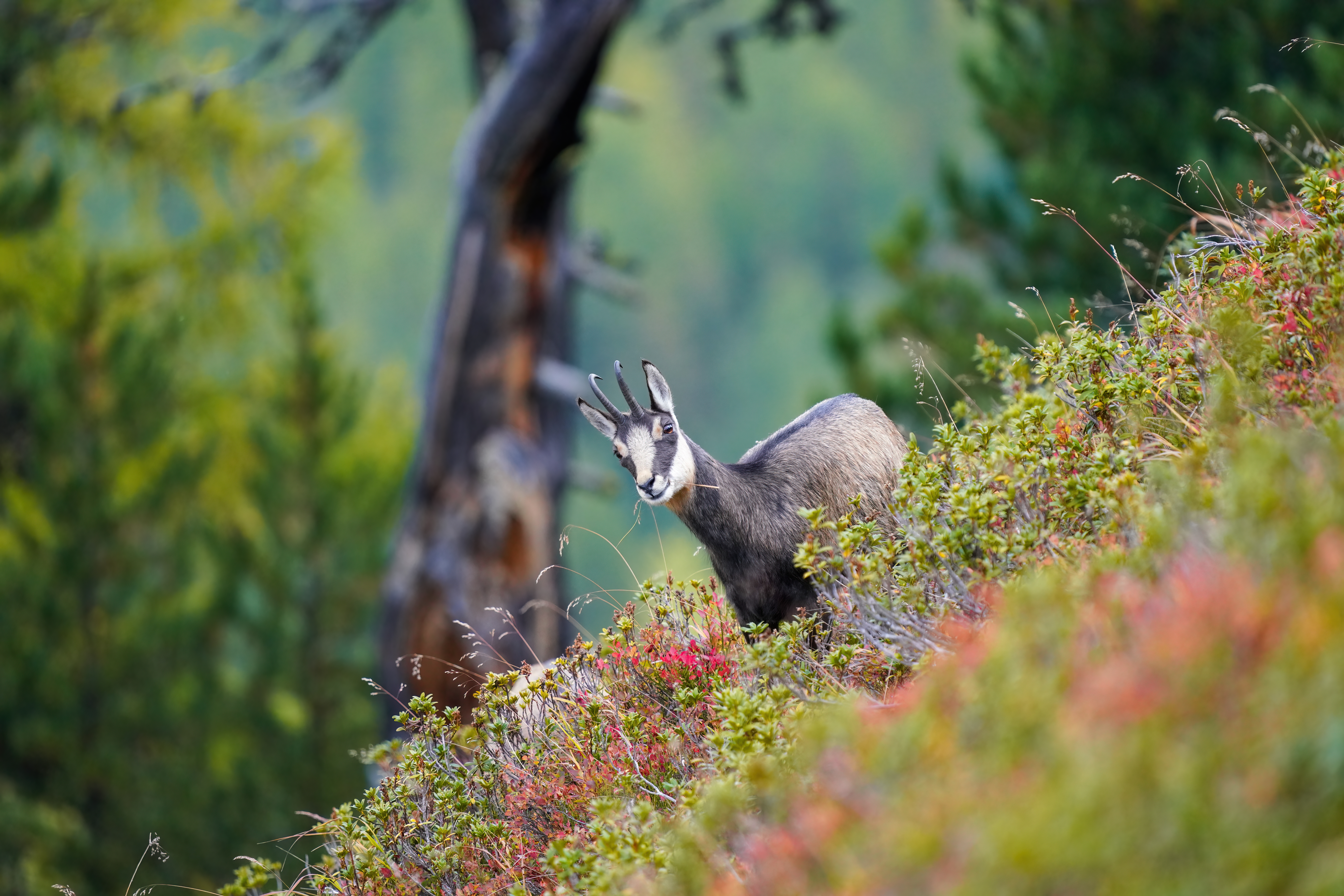
Un autre chamois, vers Aletschwald en Suisse.

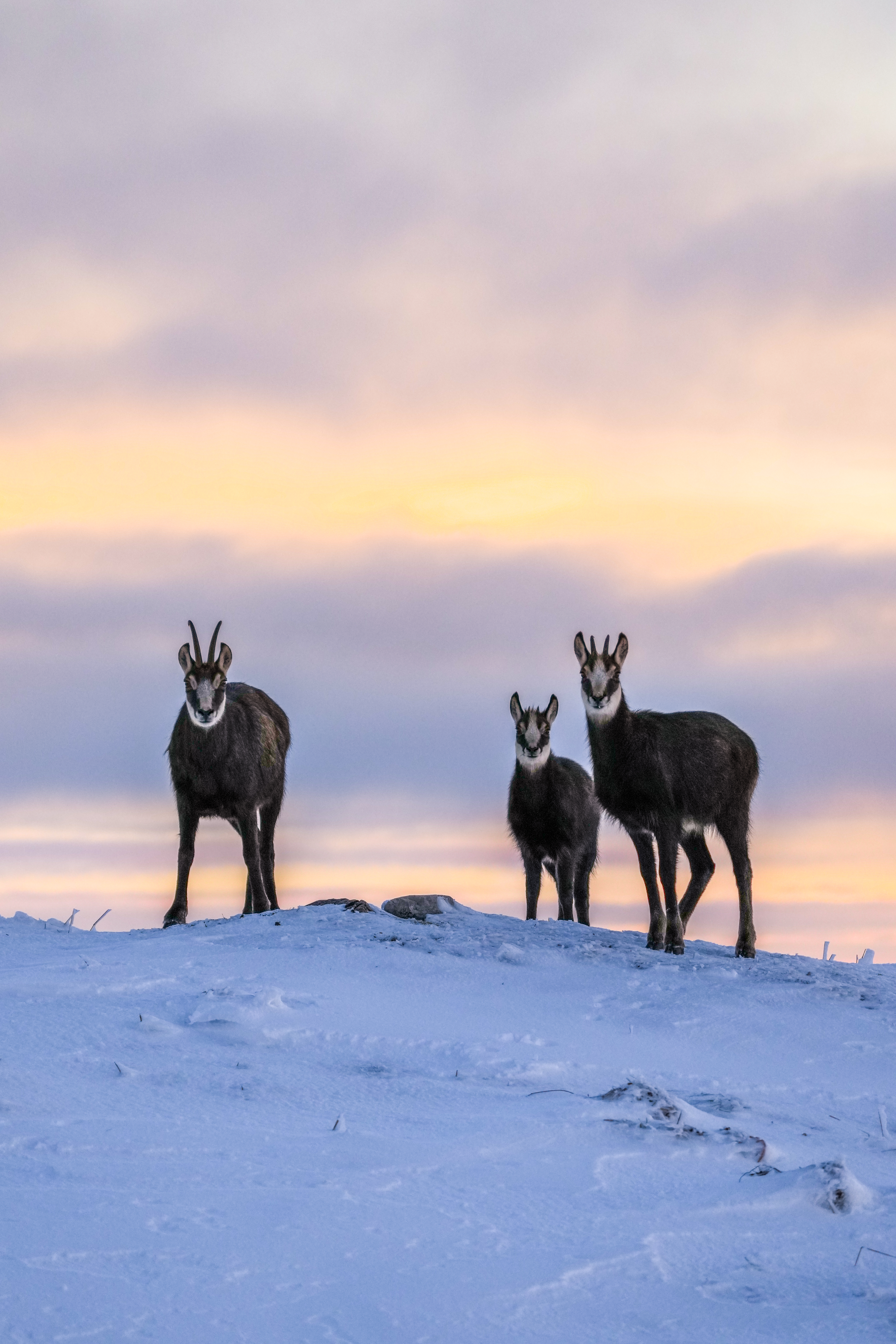
Famille de chamois en hiver.

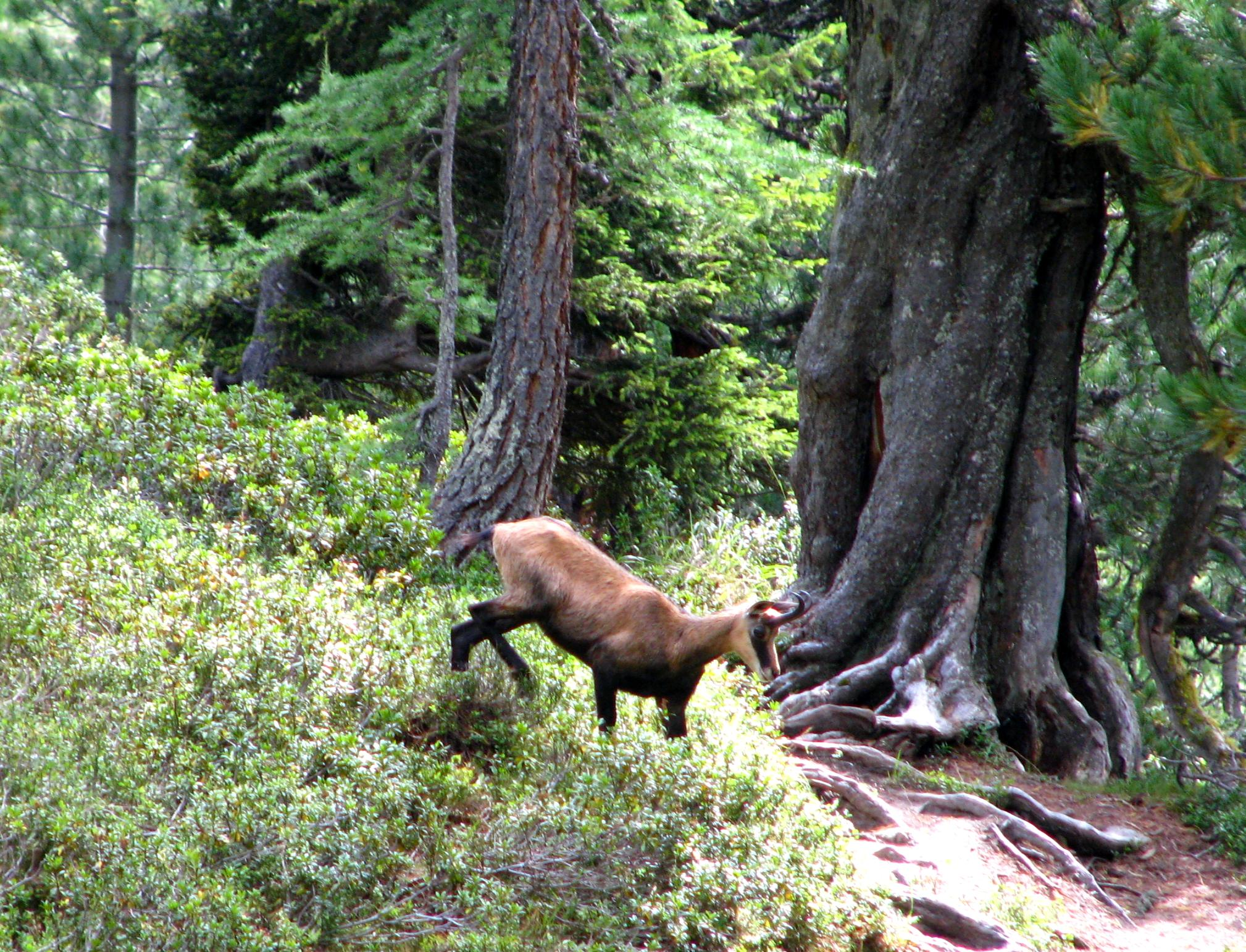
Un chamois en forêt

On croit souvent que les chamois se cantonnent à la haute montagne, ce qui est faux. Dans les Alpes, ils sont en fait repoussés par l'homme à l'étage alpin. L'altitude qu'ils affectionnent le plus est la zone des forêts et la partie inférieure des zones pastorales, entre 800 et 2 300 mètres. Plus haut, ils sont limités par la présence plus rare des pelouses alpines, inexistantes au-dessus de 3 000 mètres : il ne faut pas oublier qu'il s'agit d'herbivores. L'absence d'herbe ne les empêche pas d'effectuer des incursions à haute altitude : on en a repéré à plus de 4 750 mètres, juste sous le sommet du mont Blanc[réf. nécessaire]. Vers le bas, ils sont limités principalement par l'homme et ses constructions. En l'absence de celui-ci, il peut s'établir à des altitudes extrêmement basses, comme dans le Jura, dans les Vosges du Sud ou le plateau suisse, jusque vers 600 mètres.

### Relief
Bien plus que l'altitude, c'est le relief qui conditionne l'établissement du chamois. Partout où il est présent, on remarque un relief plus ou moins accidenté. Il n'y a aucun exemple de chamois vivant en terrain plat ou dépourvu de zones rocheuses. Bien qu'ils puissent utiliser leurs cornes pour se défendre, les chamois préfèrent de loin la fuite. Leur rapidité et leur agilité sur le rocher n'ont en effet que peu d'égal. Ils se sont parfaitement adaptés à la rocaille, aux falaises et terrains escarpés : la configuration de leurs membres et de leurs sabots, la puissance de leur cœur, la quantité de globules rouges de leur sang, leur capacité pulmonaire en témoignent. Aussi cherchent-ils un relief accidenté pour assurer leur sécurité.
De plus, l'herbe d'altitude est de meilleure qualité : elle peut contenir jusqu'à 50 % de protéines et 100 % de phosphore de plus qu'en plaine.

### Climat
Le chamois peut vivre dans une grande diversité de climats, avec des moyennes de températures hivernales de −10 °C et des maximums estivaux de 25 °C ; les précipitations s'échelonnent de moins de 1 000 à plus de 3 000 millimètres annuels. Des populations de Nouvelle-Zélande peuvent essuyer des pointes de 8 500 millimètres par an dans certains secteurs.
Les chamois sont très bien protégés du froid par leur naseaux velus, leur queue courte qui limitent en hiver une perte trop importante d’énergie et leur épaisse fourrure hivernale : une température de −25 °C les laisse parfaitement indifférents.
En revanche, on observe qu'ils fréquentent les ubacs et autres zones relativement ombragées. On pourrait en déduire qu'ils n'aiment pas la chaleur. Mais en fait, ce comportement sert à limiter les pertes d'eau. Ils ne boivent en effet qu'exceptionnellement, se contentant de l'eau de rosée déposée sur l'herbe, ou d’un peu de neige. Des analyses alimentaires tendent à confirmer cette hypothèse. Si température et précipitations ne semblent pas gêner le chamois outre mesure, il en va autrement de la neige, surtout si elle est abondante, car elle les contraint à des efforts accrus alors que la nourriture se fait rare. Bien que le climat ne soit pas déterminant dans l'installation dans une région, il influence fortement ses habitudes et sa manière d'utiliser l'espace.

### Forêts
Tous les habitats de chamois, sans exceptions, comprennent au moins un secteur forestier, qui leur offre gîte, couvert et protection. Contrairement à une idée reçue, certains chamois vivent toute l'année dans la forêt (populations sylvicoles), contrairement aux populations rupicoles, qui passent leur étés et automnes plus haut que celle-ci.

## Classification

### Étymologie
Le mot chamois provient d'un nom alpin préindoeuropéen kamo(r)c* donnant les formes rhéto-romanes kamuoč, cjamorto ou italienne dialectale kamužu, portugais camurça, allemand Gämse du v.h.a. Gamiza. En gaulois, il prend le nom de camox et le restera en latin médiéval camox, d'où le français chamois, l'italien camoscio, l'ancien slovaque kamōke ou l'espagnol gamuza.

### Géographie des sous-espèces
Il existe 6 sous-espèces de chamois. Ces sous-espèces aux populations de tailles un peu différentes, peuplent des habitats assez variés, mais généralement rocheux et montagneux.
On trouve ainsi :
- Rupicapra rupicapra rupicapra, (Linnaeus, 1758) — le chamois alpin vit dans les Alpes. C'est la sous-espèce de très loin la plus abondante ;
- Rupicapra rupicapra asiatica, (Lyddeker, 1908) — le chamois turc vit dans le nord-est de l'Anatolie (Turquie) ;
- Rupicapra rupicapra caucasica, (Lyddeker, 1910)  — le chamois du Caucase vit dans les monts du Caucase, de la mer Noire à la mer Caspienne, et se répartit au sein d'une longue bande qui suit la frontière russe, entre le sud de la Russie, le nord de la Géorgie et le nord de l'Azerbaïdjan ;
- Rupicapra rupicapra balcanica, (Bolkay, 1925) — le chamois des Balkans vit en Albanie, autour de 11 montagnes  grecques, et dans 4 massifs montagneux en Bulgarie ;
- Rupicapra rupicapra carpatica, (Couturier, 1938) — le chamois des Carpates vit dans les Carpates et dans les Alpes de Transylvanie ;
- Rupicapra rupicapra tatrica, (Blahout, 1971) — le chamois des Tatras vit dans une petite région du nord de la Slovaquie et en Pologne.

Le chamois de la Chartreuse a été considéré comme une sous-espèce R. r. cartusiana aujourd’hui rattachée au chamois alpin.
La sous-espèce rupicapra a été introduite en Nouvelle-Zélande et en Argentine. En Nouvelle-Zélande, au début du XXe siècle, la population est passée de 10 chamois importés à plus de 12 000 individus et l'on a actuellement recours à des abattages massifs pour limiter leur prolifération. En Suisse, la population de chamois compte 97 000 individus. Le nombre total de chamois est estimé en 2021 à 543 370 individus, dont environ 18 000 vivent en Nouvelle-Zélande, les autres en Europe ou pays proches (Azerbaïdjan, Géorgie, Turquie). Ce nombre est stable ces dernières années après avoir connu une augmentation importante dans les années 1970. Cependant, certaines sous-espèces, isolées, sont plus en difficulté.

## Causes de mortalité

### Hiver
L’hiver est la période la plus rude pour les chamois. Les mâles sortent du rut, et ont donc durement ponctionné leurs réserves. Les femelles doivent développer leur futur cabri, alors que la nourriture se fait rare et peu énergétique.
De plus, les abondantes chutes de neige cachent l’herbe, forçant les animaux à de pénibles déblayages s’ils veulent trouver de la nourriture. La neige provoque également des avalanches, que les chamois ne parviennent pas toujours à éviter. La mortalité hivernale est d’ailleurs étroitement corrélée avec la hauteur de neige. Les jeunes de l’année y sont particulièrement sensibles, et beaucoup ne survivent pas à leur premier hiver.

### Maladies
Les chamois sont régulièrement affectés par des parasites, qu’ils soient internes – strongles ou ténias – ou externes –poux, tiques. Ils sont rarement mortels en eux-mêmes, mais affaiblissent l’animal et le rendent plus sensible aux maladies.
Celles-ci sont généralement peu spectaculaires, ne tuant que les animaux affaiblis en fin d’hiver ou au printemps. Mais il peut arriver qu’elles dégénèrent en violentes épizooties, telles la bronchopneumonie ou la gale scarcoptique. Toutefois, la kératoconjonctivite est la plus connue. Elle affecte l’œil, en l’inflammant, l’ulcérant et pouvant conduire au percement de celui-ci. La contagion est réputée surtout se propager lors du rut automnal et en été (où les insectes vecteurs se posent sur les yeux gonflés et purulents des animaux malades). Les animaux se déplacent avec peine ; les aveugles se laissent approcher de près, et parfois tombent des rochers. Jusqu’à 95 % des individus peuvent être affectés, mais le taux de mortalité ne dépasse pas 20 %, ce qui n’empêche pas qu’il faille plus de 10 ans pour que la population retrouve son effectif initial. Une variante très contagieuse et virulente de kératoconjonctivite affecte les chamois du Sud de la France et d’une vallée suisse (depuis août 2007 dans le Mercantour où aucun cas n'avait été observé depuis 1920). Des scientifiques ont observé des animaux ayant développé une seconde infection alors qu'ils devraient être immunisés à la suite de la première, ce qui laisse envisager que l’agent infectieux responsable de cette kératoconjonctivite ait pu muter, ce qui est d'autant plus plausible que cette épizootie pourrait venir d’un troupeau ovin mal soigné dans le Viso italien.
La maladie des abcès du chamois est signalée en Isère en 2004.

### Prédateurs

#### Aigle royal
L’aigle royal est l’un des plus grands prédateurs du chamois[réf. souhaitée]. Il attaque rarement les adultes, lesquels savent se défendre avec leur cornes, mais s’ils se trouvent en position délicate, il n’hésite pas à les précipiter dans le vide[réf. souhaitée]. Les handicapés, les blessés ou ceux en mauvaise santé sont plus fréquemment attaqués, tandis que les nouveau-nés sont des proies de luxe. L’aigle n’hésite pas à s’y attaquer, même si le petit cabri a un poids à la limite de sa capacité de transport (3 à 6 kilogrammes), ce qui peut le contraindre à se poser et à peut-être laisser échapper sa proie. Beaucoup d’attaques se soldent par des échecs, et donc l’impact de ce prédateur sur les populations est mal connu.

#### Renard
Le renard peut également poser problème aux chamois affaiblis, malades, ou aux nouveau-nés. Les chamois en bonne santé ne sont que peu inquiétés par cet animal, et peuvent même le chasser s’il s’approche trop près.

#### Ours brun
L’ours brun, dans les régions qu’il habite encore, est un grand chasseur de chamois[réf. souhaitée]. Cependant, du fait de sa quasi-disparition, il ne menace que rarement des chamois en Europe de l'Ouest.

#### Loups
Compte tenu de sa densité de population, le chamois est la proie principale du loup dans les Alpes françaises particulièrement en hiver jusqu'au début du printemps[réf. souhaitée]. Cependant le pourcentage de prélèvement n'excède pas en moyenne 2 %. Contrairement aux idées reçues le chamois échappe le plus souvent aux attaques du prédateur surtout s'il est en possession de tous ses moyens. Avec le bouquetin et à part les plus jeunes, les malades ou les plus vieux, c'est l'ongulé de montagne le moins sensible à la prédation du loup.

#### Lynx
Grâce à ses capacités de chasseur et à sa vitesse, le lynx peut s’attaquer à des chamois de tous âges et toutes tailles. Cet animal avait presque disparu au cours du siècle dernier, mais il est actuellement réintroduit en Suisse et recolonise naturellement les Alpes françaises principalement en Basse et Haute-Maurienne.

#### Oiseaux
Les corvidés, tels que le Grand Corbeau surtout, peuvent harceler à l’occasion des animaux déjà malades et mourants, espérant accélérer leur chute et leur trépas[réf. souhaitée].

### Autres
Les chutes de pierres dans les couloirs peuvent blesser ou tuer le chamois malchanceux. Une patte brisée ne signifie pas forcément la mort, car l’animal peut se montrer parfaitement capable de suivre la harde. Il peut également être blessé en chutant, en recevant une balle mal ajustée, au cours d’un combat, ou en entrant en collision avec des véhicules. Les malformations et intoxications peuvent également survenir, entraînant parfois la mort.

## Le chamois et l'Homme

### Chasse

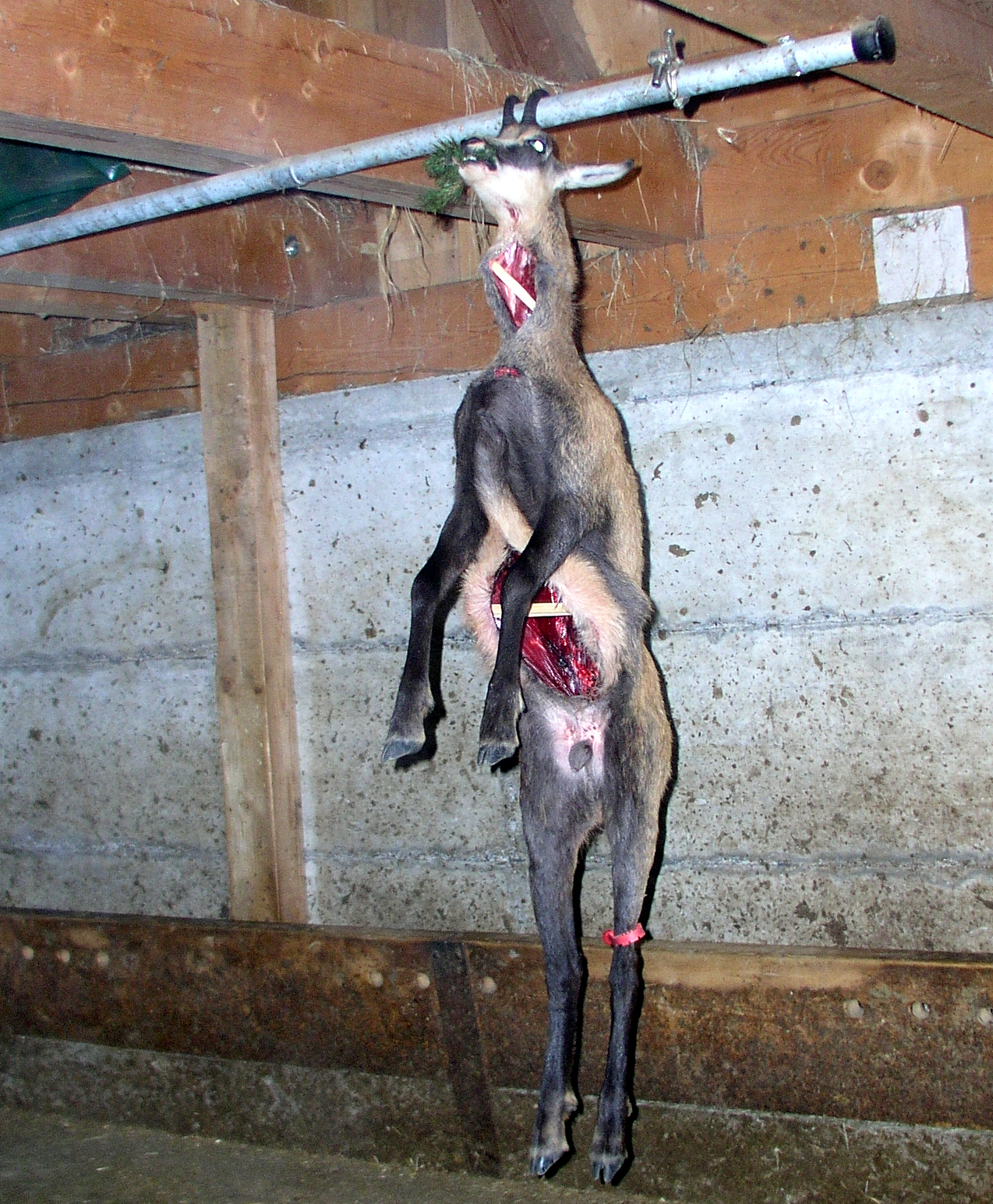
Chamois abattu selon un plan de chasse (environs d'Habkern, Suisse, 2010).

Le chamois était très menacé : les densités de populations étaient au plus bas jusque dans les années 1960, et l'étendue de son territoire bien moindre qu’aujourd’hui. Le record mondial de chasse est détenu par le prince Auguste de Saxe-Cobourg (1845-1907), qui en abattit 3 412 à lui seul. Le braconnage incontrôlé des populations rurales faisait des ravages dans les populations.
Aujourd'hui, grâce au dépeuplement des zones rurales, à la recolonisation forestière, à la création de réserves de chasse, de réserves naturelles et surtout de vastes parcs nationaux, ainsi qu'à la mise en place de plans de chasse, l’homme en tue moins ; ainsi le chamois prospère de nouveau et s’étend sur de nouveaux territoires, parfois grâce à des translocations de populations.

### Enjeux de conservation
Parmi les leviers de conservation figurent le maintien de son habitat (milieux rocheux ouverts proches d'abris forestiers) et de corridors écologiques, la mesure de l'impact d'épizooties et de la chasse sur ses populations.

### Calendrier
Le 15e jour du mois de messidor (« des moissons ») du calendrier républicain français est officiellement dénommé « jour du chamois », généralement chaque 3 juillet du calendrier grégorien.